# Hôtel particulier Vorontsov-Raïevski
L'hôtel Vorontsov-Raïevski (Усадьба Воронцовых-Раевских) est un édifice inscrit au patrimoine architectural situé à Moscou, rue Petrovka, en plein centre historique de la ville.

## Histoire
L'endroit est d'abord la propriété du diplomate Artemi Volynski au XVIIIe siècle qui y fait construire une demeure. Celle-ci passe en 1740 à sa fille, Maria Artemievna, et moins de dix ans plus tard à son mari, le comte Ivan Illarionovitch Vorontsov (1719-1786), frère de Mikhaïl Illarionovitch Vorontsov.
L'hôtel particulier est divisé en plusieurs parties à la fin du XVIIIe siècle par le nouveau propriétaire, le marchand N.V. de Forge. Il est acheté en 1808 par M.A. Raïevskaïa qui fait reconstruire, sur la base de pierre de l'ancienne maison, un nouvel édifice à un étage supérieur en style néoclassique. L'édifice survit apparemment sans dommage à l'incendie de Moscou de 1812.
Des membres de l'organisation décembriste « l'Union de a prospérité » («Союз благоденствия») se réunirent dans ses murs en janvier 1821. Selon le testament de M.A. Raïevskaïa, l'hôtel particulier est divisé après sa mort en trois parties entre ses enfants. Les ailes sont entièrement reconstruites au XIXe siècle pour en faire des immeubles de rapport. L'un d'eux est refait en 1885-1887 selon les plans de l'architecte Vassili Zagorski.
En 1878, la maison de maître est vendue à la Société de crédit municipal de Moscou. L'ancien grand salon voit en 1895 les débuts du pianiste russe Constantin Igoumnov. Un pavillon est construit devant la maison de maître pour le fleuriste F.F. Noïev, connu des Moscovites depuis la seconde moitié du XIXe siècle. Ce pavillon subsista jusqu'au début des années 1950.
L'ancien hôtel particulier est surélevé d'un étage dans les années 1930, occupé à des époques différentes par le musée de l'hygiène sociale, le comité de la radio, différents commissariats du peuple et services ministériels.
Le bâtiment central est réaménagé en 1951 par les architectes Pavel Steller, Viktor Lebedev et Iossif Sherwood pour y installer le ministère de la production alimentaire de la RSFSR. De fait le bâtiment est entièrement refait en gardant son aspect néoclassique toutefois.
L'on aperçoit l'ancien hôtel particulier Vorontsov-Raïevski dans le film satirique d'Eldar Riazanov, Le Garage, sorti en 1979.
Dans l'aile gauche de l'hôtel particulier, on trouvait dans les années 1880 l'« Agence de la compagnie d'éclairage électrique en Russie »-« P.N. Yablotchkov & Cie ». Dans les années 1970, il y avait ici un magasin de produits polonais, du nom de « Wanda », très prisé à cette époque à Moscou.
L'ancienne maison de maître refaite dans les années 1950 comme ministère est donnée en 2008 à la procurature générale de la fédération de Russie. L'aile gauche (n° 16) a abrité jusqu'au 15 avril 2015, le musée de l'histoire du Goulag qui se trouve désormais dans un bâtiment plus moderne et plus spacieux. Le n° 12 de la rue Petrovka appartient aussi au complexe architectural de l'hôtel Vorontsov-Raïevski. Il est occupé par la faculté d'histoire de l'université de recherche nationale (ancienne école supérieure d'économie de Moscou).
Cet ensemble architectural fait partie du patrimoine protégé.

## Architecture
La façade de l'édifice est ornée d'un volumineux portique corinthien à six colonnes massives, au-dessus duquel se trouve un fronton lapidaire, orné autrefois d'une composition de bas-relief reprenant un symbole de l'abondance; ce bas-relief n'existe plus aujourd'hui. Les murs du bâtiment sont tapissés de carreaux de céramique.

## Source de la traduction
- (ru) Cet article est partiellement ou en totalité issu de l’article de Wikipédia en russe intitulé « Усадьба Воронцовых-Раевских » (voir la liste des auteurs).